# Johnny Ramone
Johnny Ramone, egentligen John William Cummings, född 8 oktober 1948 i Forest Hills i Queens i New York, död 15 september 2004 i Los Angeles, Kalifornien, var en amerikansk gitarrist och en av grundarna av punkgruppen Ramones.
Johnny och bandets sångare Joey Ramone pratade knappt med varann de sista 18 åren i bandet efter att Johnny blivit tillsammans med Joeys dåvarande flickvän Linda. Johnny gifte sig med Linda på 1980-talet och de var tillsammans fram till hans död 2004, då han dog av prostatacancer. Han var republikan och stödde George W. Bush.
Tidningen Rolling Stone utsåg 2003 Johnny Ramone till den 16:e största gitarristen genom tiderna. 2002 valdes han tillsammans med resten av Ramones in i Rock and Roll Hall of Fame.

## Diskografi, med Ramones
Album
- 1976 – Ramones
- 1977 – Leave Home
- 1977 – Rocket to Russia
- 1978 – Road to Ruin
- 1979 – End of the Century
- 1979 – It's Alive (livealbum)
- 1981 – Pleasant Dreams
- 1983 – Subterranean Jungle
- 1984 – Too Tough to Die
- 1986 – Animal Boy
- 1987 – Halfway to Sanity
- 1988 – Ramones Mania (samlingsalbum 1975–1988)
- 1989 – Brain Drain
- 1991 – Loco Live (livealbum)
- 1992 – Mondo Bizarro
- 1993 – Acid Eaters
- 1995 – ¡Adios Amigos!
- 1999 – Hey Ho! Let's Go: The Anthology (samlingsalbum 1975–1996)
- 2002 – Loud, Fast Ramones: Their Toughest Hits (samlingsalbum 1975–1996)
- 2002 – The Chrysalis Years (samlingsalbum)
- 2005 – Weird Tales of the Ramones (samlingsalbum)
- 2006 – Greatest Hits (samlingsalbum 1976–1989)